# Lais Oliveira
Lais Oliveira Navarro (Sao Paulo, 11 de agosto de 1989), conocida como Lais Oliveira, es una modelo brasileña que desfilado en el Victoria's Secret Fashion Show 2016 y es modelo exclusiva de Louis Vuitton.

## Carrera
A la edad de 13 años, fue descubierta por agente al asistir a los eventos de moda del Sao Paulo Fashion Week. Trabajaba como modelo en su ciudad natal antes de lanzar su carrera internacional en primavera de 2007 en la New York Fashion Week, para la primera presentación de Alexander Wang y el primer evento de Phillip Lim. Desde entonces, ha aparecido en anuncios publicitarios para H&M y J.Crew lo que hizo que Vogue dijero que "su cara era conocida, incluso si su nombre aún no lo fuera".
Desfiló en el Victoria's Secret Fashion Show 2016, convirtiéndola en una de las modelos a seguir en 2017 según Vogue. En marzo de 2017, desfiló para Louis Vuitton en exclusiva.